# ماریو لوتسی

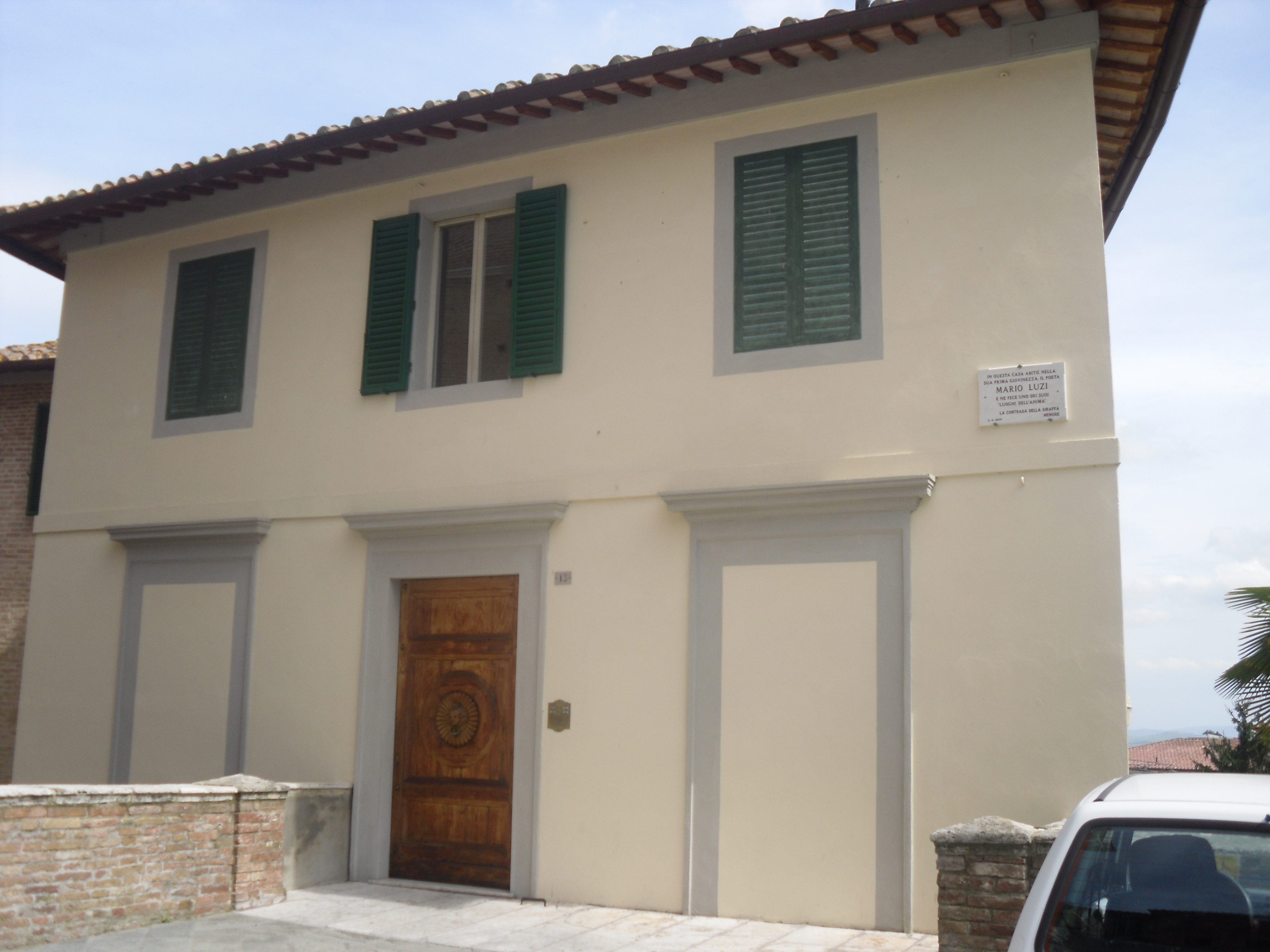
خانه منصوب به ماریو لوتسی

ماریو لوتسی (ایتالیایی: Mario Luzi؛ ۲۰ اکتبر ۱۹۱۴ – ۲۸ فوریه ۲۰۰۵) یک شاعر اهل ایتالیا بود. وی برنده جایزه ویارجو (۱۹۷۸) شده است